# Grünau (Leipzig)

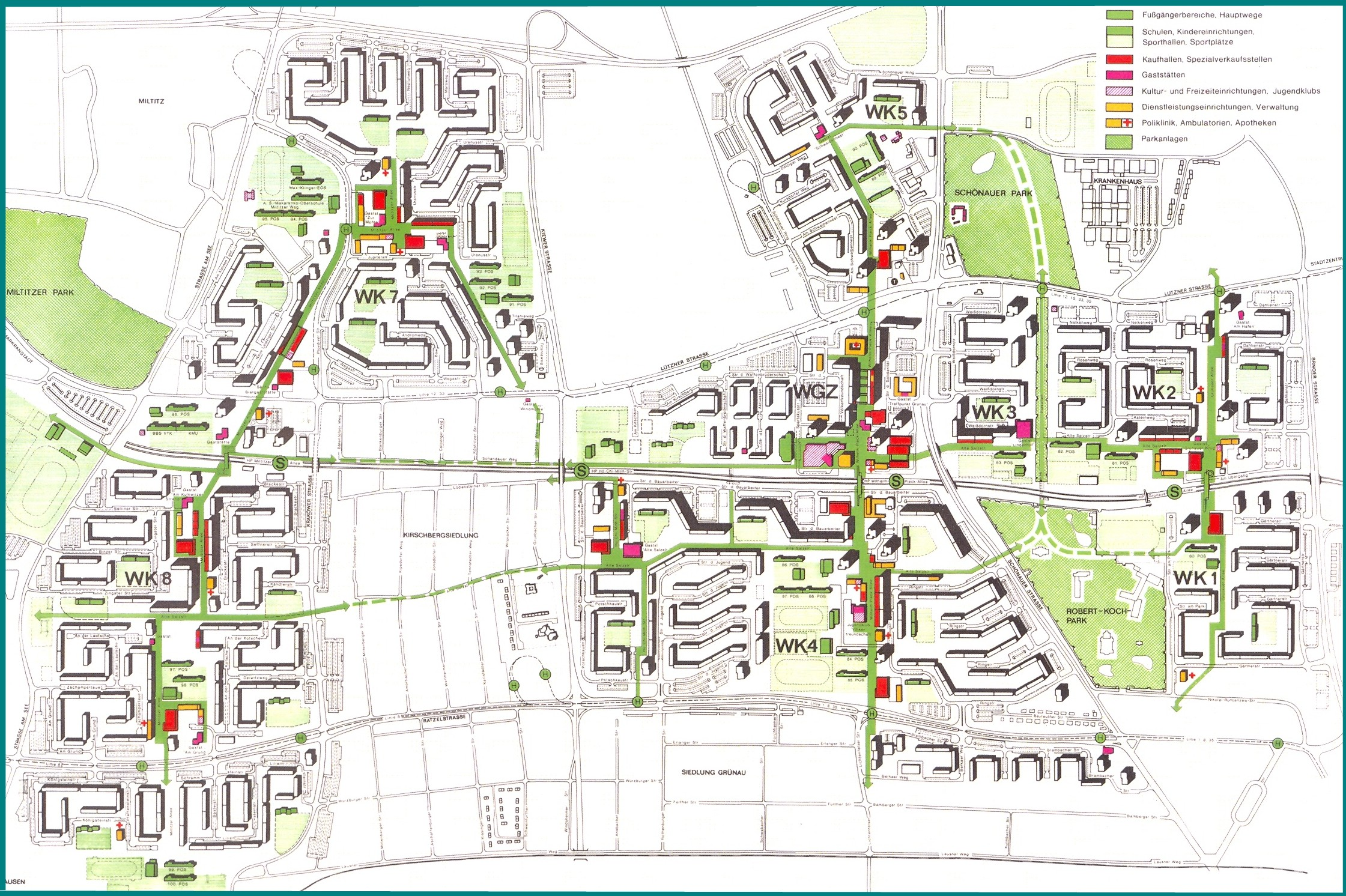
Leipzig-Grünau, plandokument från 1985.

Grünau är en stadsdel planerad och utbyggd på 1970- och 1980-talet i västra Leipzig. Stadsdelen var 1989 Leipzigs största med 85.000 invånare. Tillsammans med Berlin-Marzahn och Halle-Neustadt var Grünau ett av Östtysklands största prefabricerade bostadsområden, och Sachsens största. Stadsdelen består av åtta större kvarter, och planerades för 100 000 invånare. Trots goda kommunikationer och infrastruktur minskade Grünaus befolkning snabbt efter 1990, och 2010 hade folkmängden halverats. Det bidrog till att staden rev tusentals lägenheter i stadsdelen. Grünaus demografi domineras av äldre och låginkomsttagare.  

## Invånare
| Invånarantal över tid | Invånarantal över tid | Invånarantal över tid | Invånarantal över tid | Invånarantal över tid | Invånarantal över tid | Invånarantal över tid | Invånarantal över tid | Invånarantal över tid | Invånarantal över tid | Invånarantal över tid | Invånarantal över tid | Invånarantal över tid | Invånarantal över tid |
|                       | 1979                  | 1981                  | 1983                  | 1989                  | 1992                  | 1995                  | 1999                  | 2002                  | 2004                  | 2005                  | 2008                  | 2010                  | 2016                  |
| --------------------- | --------------------- | --------------------- | --------------------- | --------------------- | --------------------- | --------------------- | --------------------- | --------------------- | --------------------- | --------------------- | --------------------- | --------------------- | --------------------- |
| Invånare              | 16 000                | 36 000                | 60 000                | 85 000                | 78 000                | 74 000                | 63 500                | 61 000                | 49 400                | 48 000                | 42 500                | 40 700                | 43 600                |

## Kollektivtrafik

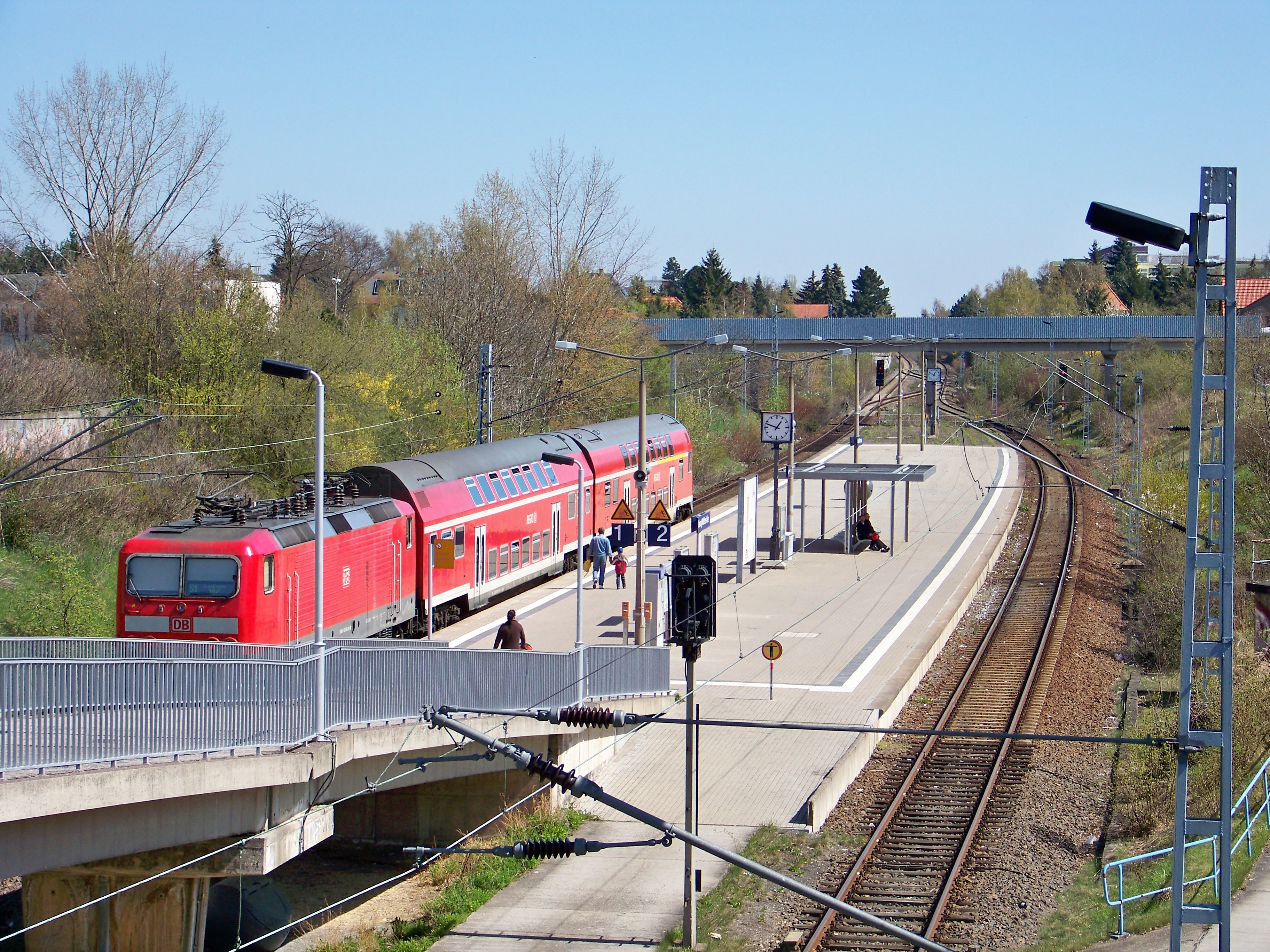
Stationen Leipzig Miltitzer Allee.

### S-bahn
En 4,1 kilometer lång S-Bahn-linje går från Leipzig-Plagwitz station, med följande fyra stationer inom Grünau:
- Leipzig Grünauer Allee
- Leipzig Allee Center
- Leipzig Karlsruher Straße
- Leipzig Miltitzer Allee

Stationerna trafikeras av linjer S1 och S10 i S-Bahn Mitteldeutschland. 
På sikt finns det också planer på att bygga ut järnvägen norr om sjön Kulkwitz till järnvägslinjen Leipzig–Großkorbetha i riktning mot Markranstädt, vilket också skulle göra det möjligt för S-Bahn-linjen att fortsätta via Großkorbetha på linjen Halle–Bebra till Weißenfels eller Merseburg.

### Spårväg

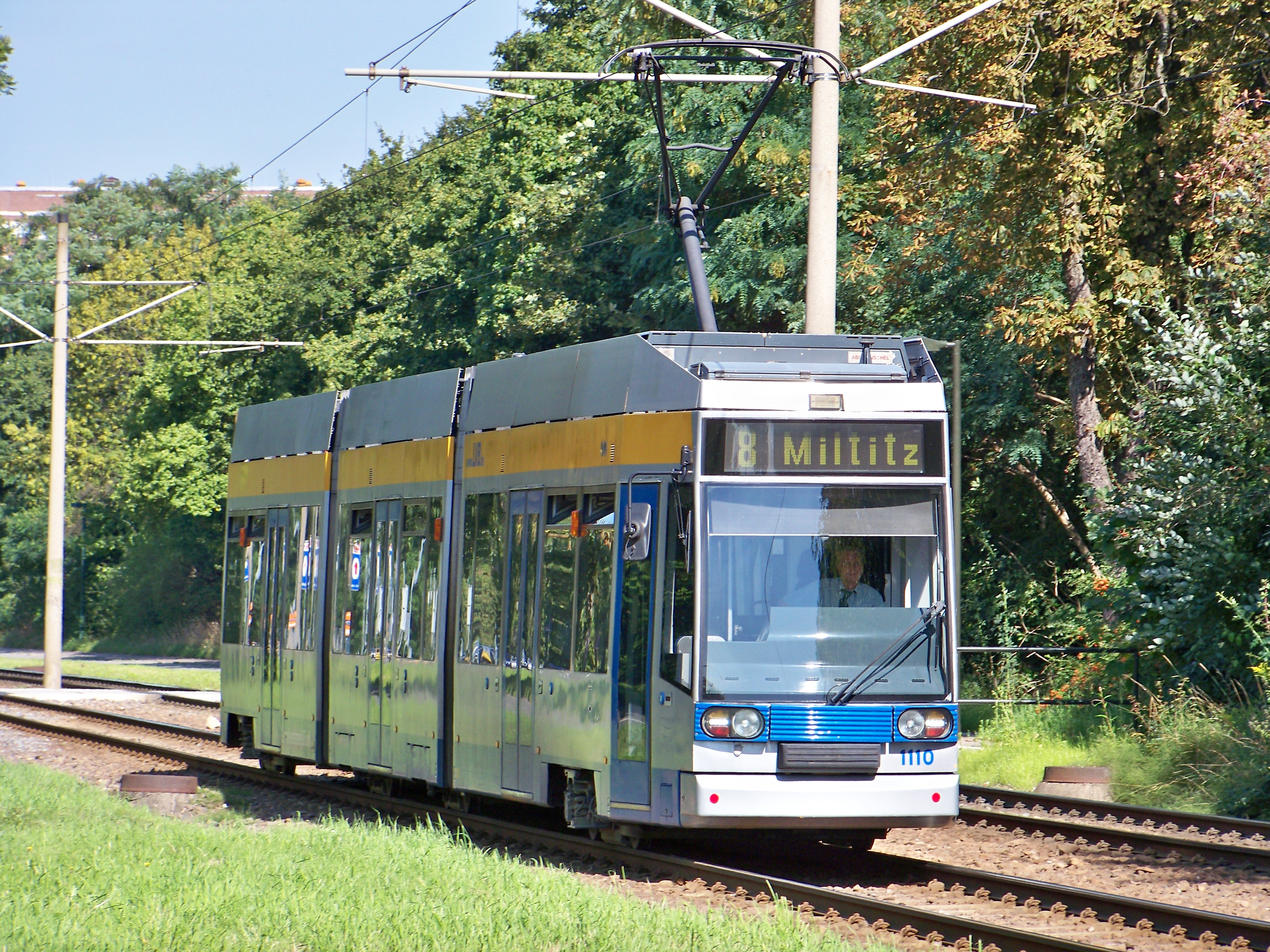
Spårvägsinje 8.

Linje 1, 2, 8 och 15 från Leipzigs spårvägar trafikerar området. Samtliga linjer har ändhållplatser i Grünau.